# PRTG Network Monitor

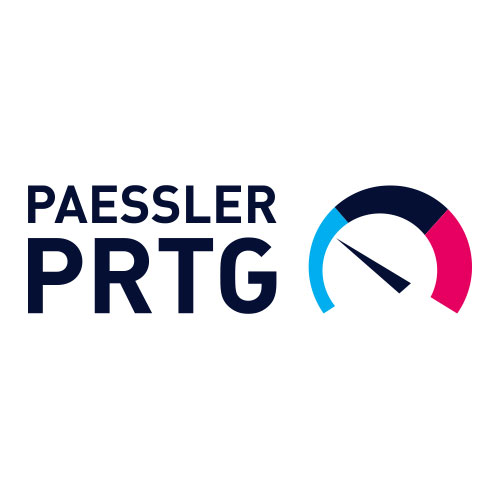
Logo de Paessler PRTG

PRTG (Paessler Router Traffic Grapher) est un logiciel commercial de supervision qui s'exécute sous Windows ou Linux. À partir de son interface Web, il permet de créer des capteurs - ou sondes - en s'appuyant notamment sur l'ICMP (le Ping), le SNMP, le WMI, les compteurs de performance, le Packet Sniffing, le NetFlow, le sFlow, le jFlow. Ces capteurs génèrent des graphiques mesurant l'activité des switchs, routeurs, serveurs et imprimantes réseau. Les canaux, quant à eux, définissent des seuils d'alerte et des notifications le cas échéant. PRTG est accessoirement capable de faire du sniffing : il installe Npcap.

#### Autres logiciels de supervision
- MRTG
- Nagios
- Zabbix
- Xymon
- Ganglia (en)